# Chung Lệ Đề
Chung Lệ Đề (sinh ngày 19 tháng 9 năm 1970) là nữ diễn viên người Hồng Kông, từng được độc giả của tạp chí FHM Singapore bình chọn là Người phụ nữ gợi cảm nhất châu Á vào năm 2000.

## Tiểu sử
Cô sinh tại thành phố Montreal, Canada, có cha là người Việt gốc Hoa và mẹ là người Việt, và lớn lên tại Brossard, Quebec, thuộc vùng ngoại ô của thành phố Montreal. Năm 1992, khi đang là sinh viên khoa Du lịch tại Đại học Quebec, Chung Lệ Đề đã đoạt giải "Miss Chinese Montréal", một cuộc thi sắc đẹp được tổ chức hằng năm tại địa phương. Cô cũng đã từng có ý định làm người dẫn chương trình cho chuyên mục dự báo thời tiết, hoặc làm phát thanh viên cho một đài phát thanh tiếng Pháp.
Tháng 1 năm 1993, cô ghi danh và đăng quang tại cuộc thi sắc đẹp dành cho cộng đồng người Hoa trên toàn thế giới do đài truyền hình TVB tổ chức mang tên Miss Chinese International.

## Sự nghiệp
Do vốn tiếng Quảng Đông không được tốt nên cô đã phải nhờ đến người lồng tiếng trong phim Denys Arcand's Love và Human Remains. Khó khăn đầu tiên này đã khiến Chung Lệ Đề băn khoăn giữa công việc đóng phim tại Hồng Kông và làm một phát thanh viên tại quê hương Canada của mình.
Với vai diễn thành công trong bộ phim The Bride with White Hair 2, cô đã trở thành một trong số những nữ diễn viên nổi tiếng của màn ảnh Hoa ngữ, cô tham gia rất nhiều phim hành động sau đó, một số bộ phim cô được diễn chung với nhiều nam diễn viên nổi tiếng như Chu Tinh Trì, Cận vệ Trung Nam Hải với Lý Liên Kiệt, The Sting 2 (1993), đóng cùng Lưu Đức Hoa,... Bên cạnh đó hàng loạt vai diễn trong nhiều bộ phim thuộc đủ thể loại như: Truyền thuyết người cá (1994), Bác sĩ lưu manh (1995), Thái cực quyền 2 (1996), Gia hữu hỉ sự (Nhà có tin vui (1997)...
Năm 1999, cô nhận giải "Nghệ sĩ có đôi mắt đẹp nhất" do tạp chí Marie Claire bình chọn. Cũng năm đó, cô được tới sáu tạp chí của Hồng Kông bầu là nhân vật có làn da hoàn hảo nhất.
Năm 2000, tạp chí FHM Singapore đã bình chọn cô là "Người phụ nữ gợi cảm nhất châu Á". Chung Lệ Đề cũng được biết đến là một nhân vật rất tích cực tham gia phong trào từ thiện, tháng 9/2005, cô cùng với Ô Quân Mai, Lý Băng Băng chụp ảnh khỏa thân cho bìa tạp chí "Thời Thượng", với mục đích nhằm cổ động cho phong trào "Dải lụa đỏ" (phòng chống bệnh ung thư vú).
Thời gian gần đây, cô tham gia vào bộ phim mang tên Samsara, The Medallion, Phi Long tái sinh (2003), phim kinh dị Astonishing (2004), Kiều Hoàng Dung (2006), trong đó đáng chú ý là ở phim Samsara, nhân vật do cô đóng có cảnh làm tình rất lãng mạn với một nhà sư. Không chỉ diễn xuất trên màn bạc Hồng Kông, Chung Lệ Đề còn tham gia vào một số phim truyền hình nổi tiếng của Trung Hoa đại lục như: Giang hồ kiều giai nhân (2005), Thiên Long Bát Bộ (2003) với vai "Khang Mẫn", tuy đảm nhiệm một nhân vật phụ nhưng vai diễn này được nhiều ý kiến đánh giá khá tốt.
Về nghiệp diễn của Chung Lệ Đề cũng không thể không nhắc tới vai diễn của cô trong một bộ phim nổi tiếng của điện ảnh Thái Lan là Jan Dara (tên tiếng Việt là "Mẹ kế"), trong đó cô vào vai người mẹ kế trẻ đẹp thông dâm với con trai riêng của chồng và cô đã diễn với nam diễn viên trẻ hơn những cảnh ái ân cực nóng và gợi cảm.

## Đời tư
Năm 1993, Chung Lệ Đề trở thành tâm điểm của báo giới Hồng Kông, khi các phóng viên bắt gặp cô và Quách Phú Thành dọn về sống chung nhưng chỉ kéo dài được 2 năm do Quách Phú Thành có bạn gái mới. Năm 1996, Chung Lệ Đề hẹn hò chuyên gia làm tóc tên Brian người Philippines nhưng sau đó chia tay do cô phát hiện anh này là người song tính.
Năm 1998, cô tuyên bố kết hôn với bạn trai làm giám đốc khách sạn tên Glenn Ross, hai người có với nhau một con gái tên Yasmine Ross, nhưng chỉ nửa năm sau họ tuyên bố li dị.
Năm 2003, cô tái hôn với nhạc sĩ Nghiêm Chấn Tường và sinh có hai con gái, cặp đôi này đã ly hôn năm 2011.
Ngày 8 tháng 11 năm 2016, Chung Lệ Đề và người tình trẻ Trương Luân Thạc tổ chức hôn lễ tại Bắc Kinh.

## Phim ảnh
- Astonishing (2004) - Mandy
- Fantasia (2004) - Jane Lam, còn gọi là Little Britney
- Thiên Long Bát Bộ (2003) - Khang Mẫn
- The Medallion (2003) - Charlotte Watson
- Never Again (Lee Soo Young Music Video) (2001) - the Mother in the Video
- Samsara (2001) - Pema
- Jan Dara (2001) - Khun Boonlueang
- Asian Charlie's Angels (2001) (TV)
- Đặc cảnh tân nhân loại 2 (2000) - Inspector Chung
- Trung Hoa bịp vương (2000) - Banana
- Tau mung (2000) - Sophia
- Lộ âm dương (1997) - Mrs. To
- Gia hữu hỉ sự 1997 (1997) - Little Shien
- '97 Aces Go Places (1997) - Li Lai-Shen
- God of Cookery (1996) - High School Fantasy Girl
- Tai Chi Boxer (1996) - Rose
- Twinkle Twinkle Lucky Star (1996) - Christie Lee/Angel của Nine Heavens
- The Red Wolf (1995) - Lai
- Bác sĩ lưu manh (1995) - Jamie
- Passion 1995 (1995) - Tina
- Faithfully Yours (1995) - Miss Tang
- Man Wanted (1995) - Yung
- Love on Delivery (1994) - Lily
- Hail the Judge (1994) - Stone Mansion
- Modern Romance (1994) - Ady
- Truyền thuyết người cá (1994) - Wong Siu May, the mermaid
- I Wanna Be Your Man (1994) - Ron
- Cận vệ Trung Nam Hải, The Bodyguard From Beijing (1994) - Michelle Yeung
- Whatever You Want (1994) - Pearl Ko
- The Sting 2 (1993) - Lily
- Bạch phát ma nữ truyền 2 (1993) - Moon
- Nụ hôn đầu (2019) - Mẹ của Giang Trực Thụ